# Gloriosae Dominae
Gloriosae Dominae ist eine Päpstliche Bulle, sie wurde am 27. September 1748 von Papst Benedikt XIV. erlassen und ist eine Erklärung zur Marienverehrung.

## Begründung zur Marienverehrung
Der Papst fasste als Begründung zusammen, dass die Heilige Gottesmutter  Maria immer in der Rolle mit Christus, dem  Erlöser, zu betrachten sei; da sie am Fuße des Kreuzes stand, sei sie mit den Schmerzen einer Mutter vertraut und hierdurch würde unsere Erlösung vervollständigt.  

## Coredemptrix
Die Bulle ist eine kurz gefasste Aussage von knapp drei Seiten, der Papst bezieht sich auf den Begriff „Coredemptrix“ und unterstreicht damit das Mitwirken und Mitleiden mit Jesus in der Vollbringung der Erlösung. Dieses bedeute, so weiter, dass Mariens Mitwirken „mit Jesus“ von der Verkündigung bis zum Tod am Kreuz ihre Rolle als Coredemptrix und das, was an diesem Fest verehrt wird, umfasse.

## Verehrung als Mutter Gottes und Königin
Benedikt XIV. ging ebenfalls auf die Verehrung Mariens ein und bezeichnete sie als Königin des „Himmels und der Erde“, so wie es auch später in der Enzyklika Ad caeli reginam „Über die Mutter Gottes als Königin“ von Papst Pius XII. wiederholt und bestärkt wurde. 